# Нусбаум (Айфель)
Нусбаум (нем. Nusbaum) — община в Германии, в земле Рейнланд-Пфальц.
Входит в состав района Айфель-Битбург-Прюм. Подчиняется управлению Нойербург. Население составляет 464 человека (на 31 декабря 2010 года). Занимает площадь 17,16 км².

## Ссылки

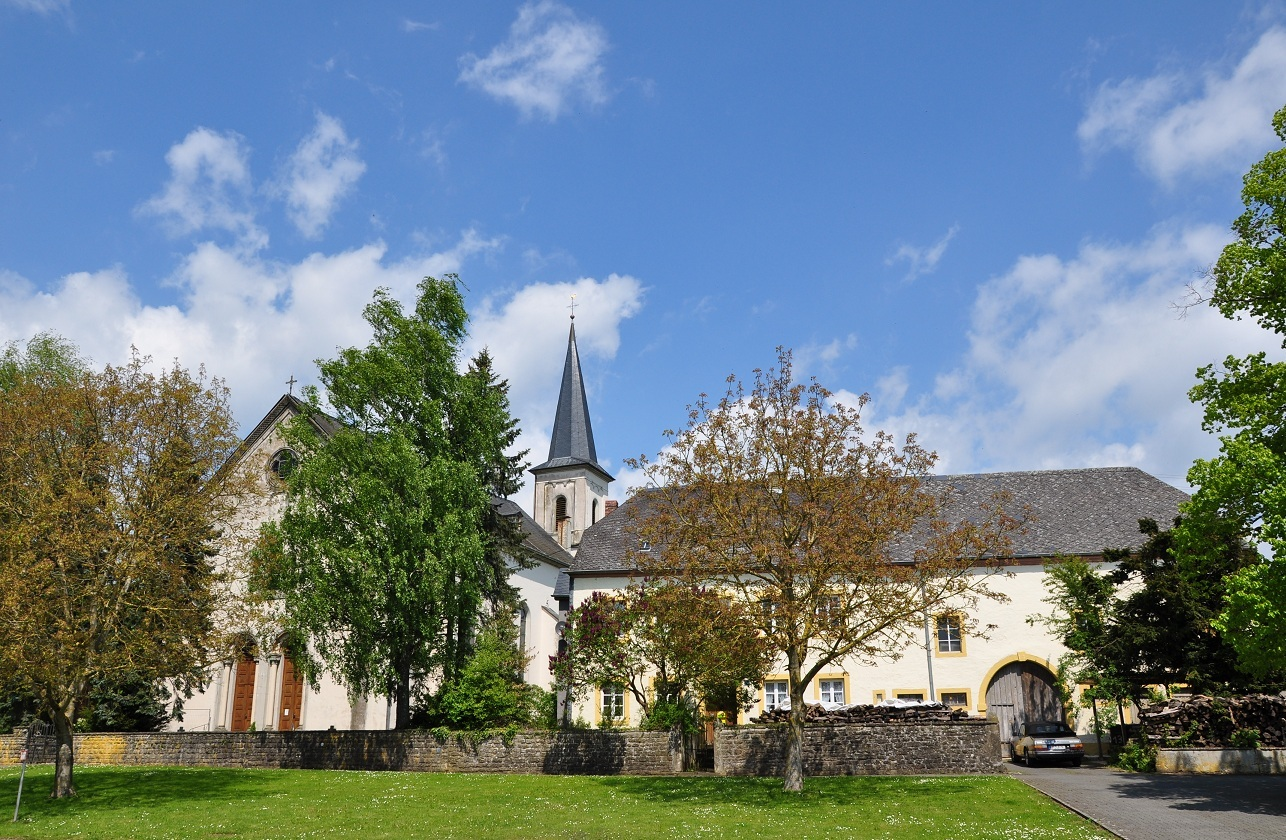
Нусбаум